# Communauté de communes de la Région de Givry-en-Argonne
La communauté de communes de la Région de Givry-en-Argonne (CCRG) était une communauté de communes française, située dans le département de la Marne et la région Champagne-Ardenne. 
Au 1er janvier 2014, elle a fusionné avec deux autres communautés de communes pour former la Communauté de communes de l'Argonne Champenoise.

## Histoire
La CCRG a été créée en 1993 à la suite d'un Sivom et regroupait alors 15 communes. En 1996/1997, quatre communes ont rejoint cette communauté de communes
Conformément au schéma départemental de coopération intercommunale de la Marne du 15 décembre 2011, la communauté de communes du Canton de Ville-sur-Tourbe, la Communauté de communes de la Région de Givry-en-Argonne et de la Communauté de communes de la Région de Sainte-Menehould fusionnent au 1er janvier 2014, afin de former la nouvelle communauté de communes de l'Argonne Champenoise, qui compte 60 communes,.

## Territoire communautaire

### Composition
Elle est composée de 19 communes, dont la principale est Givry-en-Argonne :
- Auve
- Belval-en-Argonne
- Contault
- Dommartin-Varimont
- Dampierre-le-Château
- Éclaires
- Épense
- Givry-en-Argonne
- La Neuville-aux-Bois
- Le Châtelier
- Le Chemin
- Le Vieil-Dampierre
- Noirlieu
- Rapsécourt
- Remicourt
- Saint-Mard-sur-Auve
- Saint-Mard-sur-le-Mont
- Sivry-Ante
- Somme-Yèvre

## Politique et administration

### Élus
La communauté de communes était administrée par un conseil communautaire constitué de 41 représentants de chaque commune, élus en leur sein par les conseils municipaux.

### Liste des présidents
| Période                                  | Période       | Identité          | Étiquette | Qualité                                                                                     |
| ---------------------------------------- | ------------- | ----------------- | --------- | ------------------------------------------------------------------------------------------- |
| Les données manquantes sont à compléter. |               |                   |           |                                                                                             |
| ?                                        | décembre 2013 | Michel Schellaert |           | Technicien à la Direction départementale de l’équipement Maire de Sivry-Ante (1979 → 2014 ) |

### Compétences
La communauté exerçait les compétences qui lui avaient été transférées par les communes membres, conformément à la loi. Il s'agissait de : 
- Aménagement de l'espace ;
- Développement économique ;
- Tourisme ;
- Protection et mise en valeur de l'environnement ;
- Équipements reconnus d'intérêt communautaire (écoles maternelles et primaire, cantines et garderies périscolaires, équipements sportifs communautaire ;
- Voiries reconnues d'intérêt communautaire ;
- Politique du logement et du cadre de vie ;
- Transports scolaires ;
- Portage de repas à domicile ;
- Participation au fonctionnement de certains établissements scolaires extérieurs à la Communauté et fréquentés par des élèves de la Communauté ;
- Prise en charge des dépenses obligatoires d’incendie ;
- Énergies renouvelables ;
- Bâtiments d’intérêt communautaire ;
- Pôle Commercial et Centre Intercommunal d’Aide Sociale et de Services de Givry-en-Argonne[5].